# Экберт I (граф Текленбурга)
Экберт I (нем. Ekbert I. von Tecklenburg; ок. 1095/1100 — 4 февраля 1146/1150) — первый граф Текленбурга.

## Биография
Происхождение окончательно не выяснено. Согласно Europäische Stammtafeln — сын графа из рода фон Саарбрюккен и Жизелы Лотарингской, дочери герцога Тьерри II. По другой версии — сын Генриха, графа в Оеседе, упоминавшегося в 1118 году.
Граф с 1127 года, вассал герцогов Саксонии.
В 1138 году (после смерти Эрменгарды Цютфенской) получил треть бывших владений Генриха фон Цютфена (ум. 1118), в том числе город Текленбург, по имени которого стал себя называть. На каких основаниях Экберт I участвовал в разделе Цютфена, неясно. Возможно, он, как и указано в некоторых исторических источниках, был женат на дочери Генриха. Но документально это не подтверждается.

## Семья
Жена (ок. 1118) — Адельгейда (р. ок. 1100, ум. 1150/1151), дочь лимбургского графа Вальрама II. Дети:
- Герхард, священник
- Генрих I (ум. 1155 или позже), граф Текленбурга и фогт Мюнстера
- Оттон, упом. 1150
- Дитрих, монах
- Герхард, монах.